# SjKAS

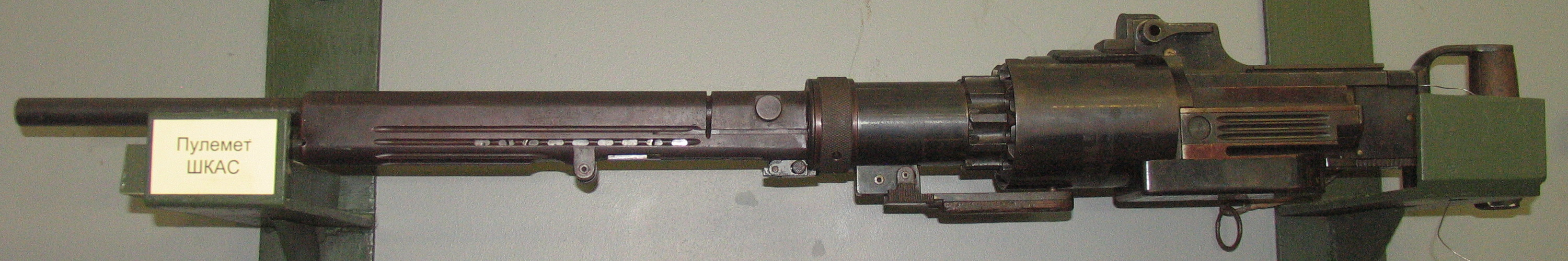
De SjKAS

De SjKAS (Russisch: ШКАС - Шпитального-Комарицкого Авиационный Скорострельный, Sjpitalni-Komaritski Aviatsionnij Skorostrelni, "Sjpitalni - Komaritski snelvuur voor vliegtuigen)" was een door Boris Sjpitalni en Irinarch Komaritski ontworpen machinegeweer met kaliber 7,62 mm sinds 1934 gebruikt als boordgeschut op jachtvliegtuigen van de luchtmacht van de Sovjet-Unie. Het was het wapen met de hoogste vuursnelheid in de Tweede Wereldoorlog.

## Specificaties
- Massa leeg: 10 kg
- Massa met 650 patronen: 40 kg
- Lengte: 935 mm
- Lengte loop: 605 mm
- patroon: 7,62 mm × 54 mm
- Vuursnelheid: 1800 schoten/min
- Mondingssnelheid: 825 m/s
- Massa patroon: 24 g
- Massa kogel: 9,6 g
- Ballistische coëfficiënt: 2100 kg/m2
- Lichtspoormunitie 750 m
- Armour piercing op 400 m: 11 mm

## Effectiviteit
In een seconde konden de vier SjKAS van een Polikarpov I-16 of Polikarpov I-153 120 kogels schieten op 400 m, 5 kogels per m². Dat was genoeg om een snel bewegend vliegtuig te raken.
Door de druk te verlagen kon de SjKAS trager schieten. Daarvoor was er keuze uit drie gaatjes in de gasregelaar: 2,1 mm, 2,5 mm en 3,2 mm.
De technicus Viktor M. Sinaiski schreef:

Het SjKAS machinegeweer had een hoge vuursnelheid maar het had ook 48 manieren om te blokkeren. Sommige konden meteen hersteld worden, sommige niet. En 1800 schoten per minuut was een krankzinnig hoge vuursnelheid. Als je de trekker te lang trok vuurde de SjKAS alle munitie in een keer en dat was het dan!

## Productiecijfers
- 1933: 365
- 1934: 2.476
- 1935: 3.566
- 1936: onbekend
- 1937: 13.005
- 1938: 19.687
- 1939: onbekend
- 1940: 34.233
- 1941: onbekend
- 1942: onbekend
- 1943: 29.450
- 1944: 36.255
- 1945: 12.455